# Palais Breuner

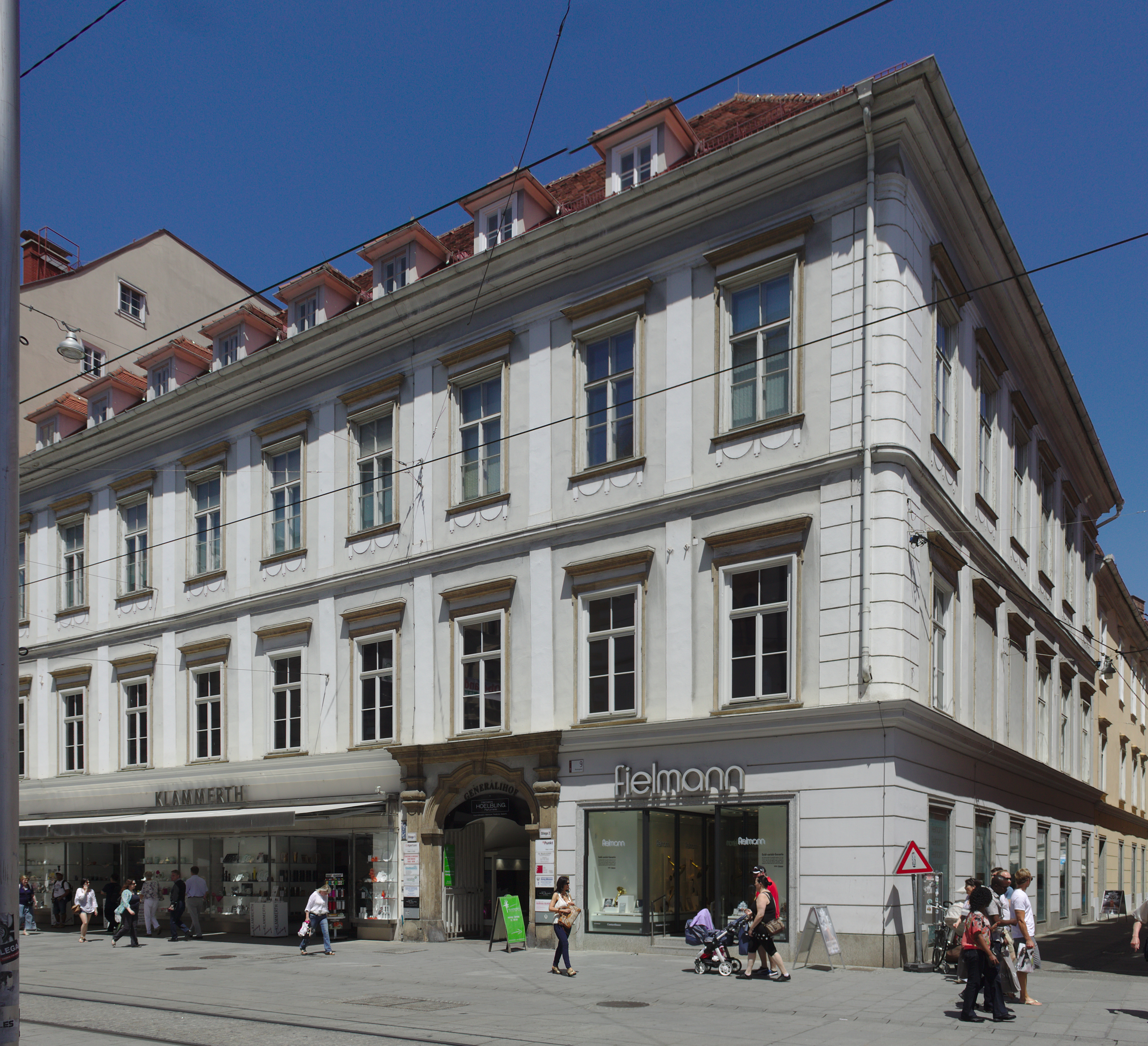
Palais Breuner

Le palais Breuner est un palais urbain de Graz situé à l'angle de la Herrengasse et de la Stempfergasse, dans le quartier Innere Stadt.

## Histoire
Jusqu'en 1565, un bâtiment appartenait au conseiller municipal de Graz, Marx Stempfer, qui a donné son nom à la « Stempfergasse ». La même année, Servatius von Teuffenbach l'acheta et l'agrandit en palais, comprenant deux autres maisons de ville. L'édifice de style Renaissance fut achevé en 1570. Le bâtiment est devenu la propriété des comtes de Breuner par héritage. En 1639, il passa au comte Hans Sigmund von Wagensberg, qui le céda à sa fille Regina, mariée à Maximilian von Breuner mais déjà veuve à l'époque. Carl Gottfried von Breuner, président de la chambre du tribunal, fit reconstruire le palais après avoir été anobli comme comte en 1666. La rénovation baroque du palais a eu lieu en 1742.
L'édifice, partiellement loué depuis 1783, fut gravement touché par une explosion de poudre en 1822 lorsque l'aile de la Stempfergasse s'effondra. Cet événement a été à l'origine d'une réglementation plus stricte en matière d'incendie à Graz. De 1828 à 1932, le palais Breuner appartenait à la famille du comte von Lamberg. Après qu'une bombe ait frappé l'édifice en 1944, l'aile du côté de la Stempfergasse fut gravement endommagée. De 1945 à 1987, la rédaction d'un quotidien, une banque et des bureaux s'installent dans les locaux. L'ancien palais a été entièrement rénové en 1989 et 1990.

## Description

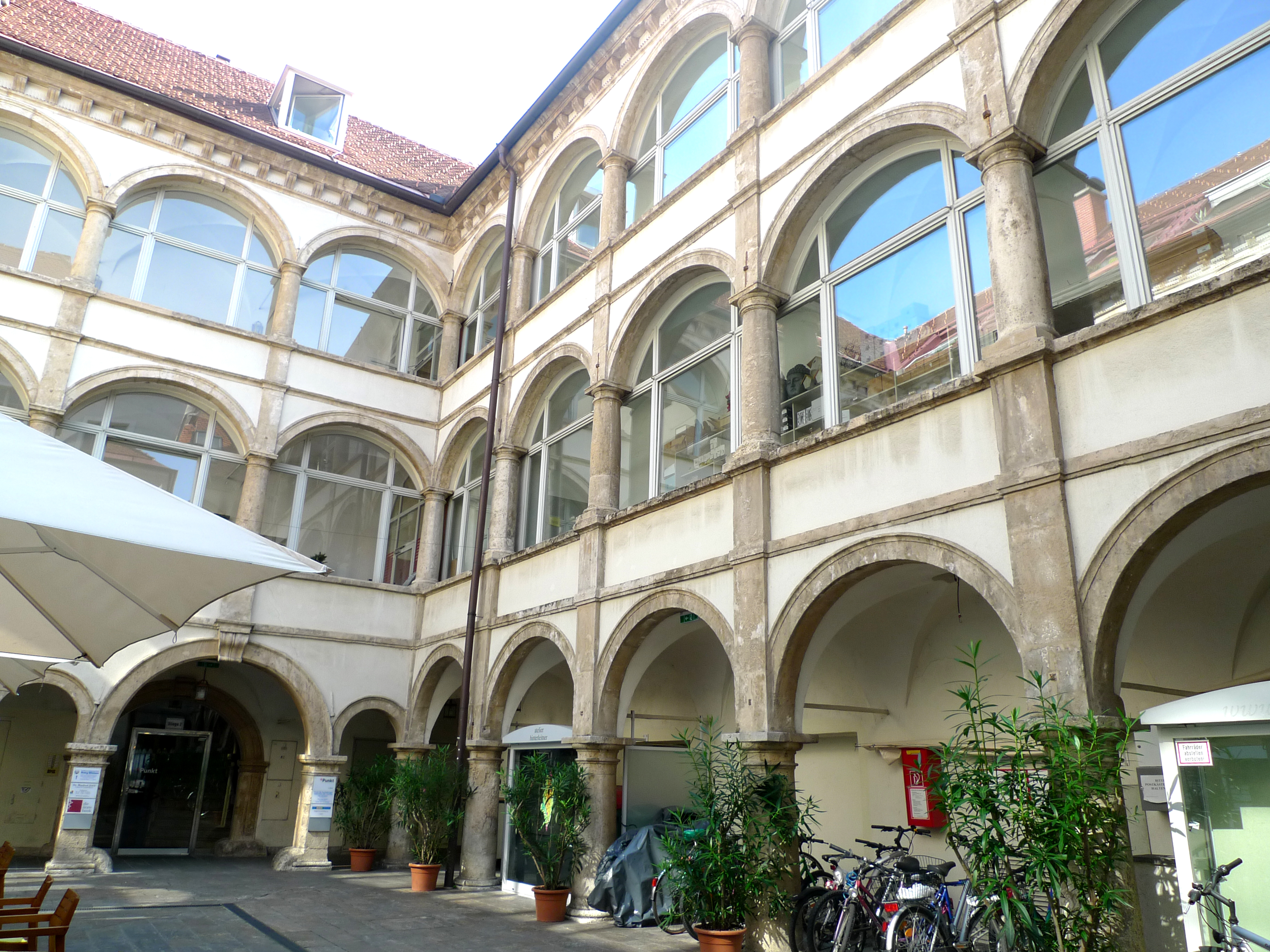
Cour à arcades Renaissance du palais Breuner

Le palais Breuner est un édifice d'angle de trois étages qui renferme une cour à arcades Renaissance. La façade provient d'une rénovation baroque de 1730/35, qui fut ensuite remaniée à plusieurs reprises. Le portail a été réalisé vers 1740 dans le style de l'architecte Johann Georg Stengg. La façade au rez-de-chaussée a été en grande partie détruite par l'aménagement de locaux commerciaux. Les écuries se trouvaient à l'origine dans l'aile nord-ouest. 
Seuls quatre plafonds en stuc de Johannes Formentini ont été conservés dans le bâtiment principal. Trois pièces au premier étage de l'aile nord-est présentant des peintures au plafond Biedermeier.

## Liens
- Graz – Palais Breuner. Dans : burgen-austria.com. Site Web privé de Martin Hammerl ; consulté le 1er janvier 1900

## Source de traduction
- (de) Cet article est partiellement ou en totalité issu de l’article de Wikipédia en allemand intitulé « Palais Breuner » (voir la liste des auteurs).